# Estatuto de Westminster
El Estatuto de Westminster de 1931 es un acta del Parlamento del Reino Unido (del 11 de diciembre de 1931) que estableció un estatus de igualdad legislativa entre los dominios autogobernados del Imperio británico y el Reino Unido. El Estatuto se convirtió en ley interna dentro de cada uno de los otros territorios de la Commonwealth después de las transferencias de poderes legislativos efectuadas en la constitución particular de cada uno, con el alcance de que no quedara caduca en ese proceso. El Estatuto es aludido algunas veces, especialmente en los antiguos dominios, como el Tratado de Westminster, pese a que no tiene la forma de un tratado.
Este tiene una gran importancia histórica porque marcó la independencia de dichos países, inmediata o posteriormente a su ratificación. Sus poderes constitucionales residuales fueron reemplazados por la legislación posterior. Su importancia actual es que fija la base para la relación continua entre reinos de la Commonwealth y la estructura de la Corona.
Paralelamente, en el contexto de la Gran Depresión el Reino Unido se sirvió de la Commonwealth para mantener su economía dentro de un circuito cerrado, paliando así sus efectos ya que, pese a adoptar una política económica proteccionista tras su tradición librecambista, el Reino Unido pudo comerciar con estos territorios en una situación claramente ventajosa. 

## Partes
El Estatuto se aplicó a los dominios que existían en 1931: la Mancomunidad de Australia, el Dominio de Canadá, el Estado Libre de Irlanda, el Dominio de Terranova, el Dominio de Nueva Zelanda, y la Unión Sudafricana. Excluyó las revisiones de las Actas del Parlamento sobre los cuales las constituciones de Canadá y de Australia fueron establecidas (la Constitución de Nueva Zelanda es no escrita).
Además, no se aplicaba a Australia, a Nueva Zelanda y a Terranova hasta que fuera ratificada por sus respectivos parlamentos. Australia ratificó el estatuto en 1942 para clarificar los poderes de guerra del gobierno; la adopción fue retroactiva al comienzo de Segunda Guerra Mundial al 3 de septiembre de 1939. Nueva Zelanda adoptó el estatuto el 25 de noviembre de 1947 por medio de su propia Acta de Adopción del Estatuto de Westminster. Terranova nunca adoptó el estatuto, por petición de su gobierno. El Reino Unido reasumió la autoridad directa en 1934 y se mantuvo hasta que Terranova se convirtió en una provincia de Canadá en 1949.

## Previsiones de igualdad
El estatuto dio efecto a ciertas resoluciones políticas aprobadas por las conferencias imperiales de 1926 y 1930, particularmente la Declaración Balfour de 1926. Uno de sus efectos era remover los últimos vínculos de poder imperial del parlamento británico sobre los dominios. El Acta de Validez de Leyes Coloniales de 1865 fue abrogada para su aplicación a los dominios. Después de que el estatuto fuera aprobado, el gobierno británico no podía hacer más leyes ordinarias para los dominios, con excepción de que fuera a petición y con el consentimiento de ese dominio.
Sin embargo, no produjo inmediatamente ningún cambio a la legislación que establecía las constituciones de Australia, Canadá y Nueva Zelanda. Esto significa, por ejemplo, que muchos cambios constitucionales continuaron requiriendo la intervención del parlamento británico, aunque solamente a petición y con el consentimiento de los dominios, como se describiera anteriormente. Estos poderes residuales fueron finalmente derogados por las Actas de Canadá de 1982, de Australia de 1986 y de la constitución de Nueva Zelanda de 1986.
El pasaje clave del estatuto prevé que:
- «Ningún Acta del Parlamento del Reino Unido aprobada después de la vigencia de esta Acta podrá extenderse o ser entendida de extenderse, a un Dominio como parte de la ley de ese Dominio, a menos que expresamente se declare en el Acta que ese Dominio ha solicitado y ha consentido dicha promulgación».

Se encuentra asimismo previsto que:
- «Ninguna ley ni previsión de alguna ley sancionada por el Parlamento de un Dominio después del comienzo de la vigencia de esta Acta podrá quedar sin efecto por su contradicción con la ley de Inglaterra o por las previsiones de cualquier acta del Parlamento del Reino Unido o cualquier orden, regla o regulación efectuada bajo cualquier acta, existente o futura, y los poderes del Parlamento de un Dominio incluyen el poder de rechazar o enmendar cualquier acta, orden, regla o regulación con el mismo alcance como si fuera una ley del Dominio».

Bajo las previsiones de la sección 9 del Estatuto, el Parlamento británico todavía tenía poderes relativos a los Estados de Australia, aunque «de acuerdo con la práctica constitucional [existente]». En la práctica, dichos poderes no fueron ejercidos. Por ejemplo, en un referéndum realizado en el Estado de Australia Occidental en abril de 1933, el 68% de los electores votaron a favor de que el Estado se separara del Commonwealth de Australia con el objeto de convertirse un Dominio separado dentro del Imperio británico. El gobierno estatal envió una delegación a Westminster para que se sancionara conforme el resultado, pero el Parlamento británico rehusó intervenir, sobre la base de que la cuestión correspondía a la Mancomunidad de Australia. Como consecuencia de ello, no se tomó ninguna acción. Tales poderes residuales fueron eliminados por el Acta de Australia de 1986.

## Implicaciones para la sucesión al trono
El preámbulo al Estatuto de Westminster precisó modos que afectan a los intentos dirigidos a cambiar las reglas de sucesión a la corona. El segundo párrafo del preámbulo al estatuto dice:
- «Y considerando que es satisfactorio y apropiado precisar por medio del preámbulo de esta acta que, ya que la corona es el símbolo de la asociación libre de los miembros de la Mancomunidad Británica de Naciones, y pues así como se encuentran unidos por una lealtad común a la Corona, estaría de acuerdo con la posición constitucional establecida de todos los miembros de la Mancomunidad en lo referente a cualquier alteración en la ley que toca la sucesión al trono o al liderazgo o títulos reales, de aquí en adelante requerirán también el asentimiento de los parlamentos de todos los dominios así como del parlamento del Reino Unido».

Ello significaría, por ejemplo, que cualquier cambio al Acta de Establecimiento de previsiones de excepción de los católicos para el trono o darle precedencia a los varones sobre las mujeres requeriría del consentimiento unánime de los Parlamentos de todos los reinos del Commonwealth si la unidad de la Corona va a ser conservada. El preámbulo por sí mismo no contiene provisiones ejecutorias, ya que simplemente expresa una convención constitucional, no obstante fundamental a la base de la relación entre Reinos del Commonwealth. (Por supuesto, que como naciones soberanas, cada una es libre de retirarse del acuerdo, de acuerdo con sus respectivos procesos para la enmienda constitucional, y no estar más unido por medio de una lealtad común a la Corona).
Antes de que el rey Eduardo VIII abdicara en diciembre de 1936, el primer ministro Stanley Baldwin consultó a sus homónimos de la Mancomunidad, a petición del monarca. El rey quería contraer matrimonio con Wallis Simpson, una mujer divorciada y considerada inaceptable para convertirse en reina por los políticos británicos de la época. Baldwin podría lograr el acuerdo por consenso de los primeros ministros de los cuatro Dominios, y de este modo registrar su desaprobación oficial sobre el plan de casamiento del rey. El rey más tarde solicitó que los primeros ministros del Mancomunidad fueran consultados sobre un plan de compromiso, por el cual podía desposar a Simpson bajo un matrimonio morganático y de este modo no tener que convertirse en reina. Bajo la presión de Baldwin, este plan fue también rechazado por los Dominios. Todas estas negociaciones sucedieron en un estricto nivel diplomático y nunca fueron llevadas a los Parlamentos de la Mancomunidad. Sin embargo, la legislación aprobada para permitir actualmente la abdicación requiere del consentimiento de los distintos Poderes Legislativos de la Mancomunidad.
Cuando Eduardo abdicó, el Parlamento de Sudáfrica formalmente votó «aprobar» la decisión del rey. El movimiento fue hecho en gran parte por propósitos simbólicos, en un intento del primer ministro Barry Hertzog para afirmar la «independencia» de Sudáfrica de Gran Bretaña. Sudáfrica se convirtió posteriormente en República en 1961.
En otros reinos, los efectos de la abdicación de Eduardo fueron más directos. En Canadá, la abdicación fue lo que demostró primero que el Parlamento canadiense ahora tenía el control de la línea de sucesión dentro de su jurisdicción. Tras la aprobación de Canadá al Acta para la Sucesión al Trono, para dar efecto a los cambios en las reglas de sucesión en sus territorios, se aseguró la coherencia con los cambios de las reglas que tuvieron entonces lugar en Gran Bretaña. 
En Irlanda, las leyes que permitían la abdicación de Eduardo como el rey no fueron aprobadas sino hasta el día después de que cada uno de los otros reinos, lo que trajo consigo que ahí, durante veinticuatro horas, hubiera un monarca diferente. Además, el primer ministro Éamon de Valera usó la salida del soberano como una oportunidad de quitar todo lenguaje monárquico de la Constitución del Estado Libre irlandés. Una nueva constitución 'nativa', Bunreacht na hÉireann fue aprobada por los votantes irlandeses en 1937, con lo que el Estado Libre irlandés se hace simplemente 'Irlanda', o Éire. Este último país se independizó en 1949, con el nombre oficial de República de Irlanda.
El acuerdo sobre el cambio del estilo real y títulos fue adoptado por los primeros ministros de Comunidad Británica de Naciones en 1953, cuando consintieron en aprobar legislaciones propias, diferentes en cada reino.
Desde 1931, más de una docena de nuevos reinos de Comunidad Británica de Naciones ha sido creada, todos los cuales ahora poseen los mismos poderes que el Reino Unido, Canadá, Australia y Nueva Zelanda sobre asuntos de cambio en la monarquía (Irlanda y Sudáfrica son ahora repúblicas y Terranova es parte de Canadá). Lo anterior ha provocado algunas inquietudes logísticas, como que todos los dieciséis parlamentos tendrían que votar para aprobar cualquier futuro cambio (la abolición de la primogenitura masculina preferente, por ejemplo).